# Guilherme Pardo

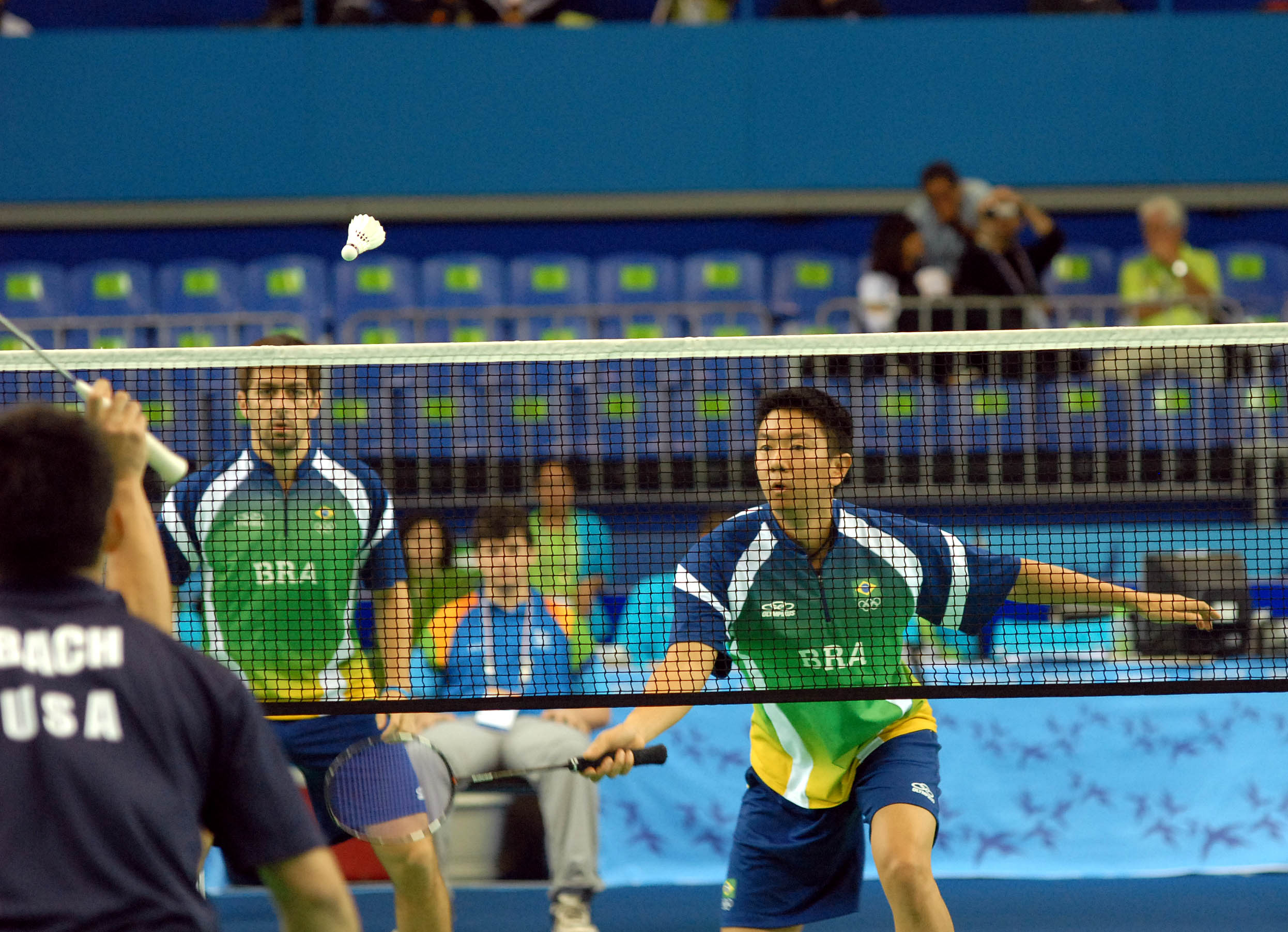
Guilherme Kumasaka e Guilherme Pardo na competição de duplas masculinas no badminton no jogo BRA x USA no Rio 2007.

Guilherme Pardo (Araçatuba, 13 de janeiro de 1981) é um jogador de badminton brasileiro.

## Trajetória esportiva
Guilherme Pardo começou no badminton aos 10 anos, vendo um grupo de pessoas brincando no clube que frequentava em Campinas. Antes do badminton praticou inúmeros esportes: futebol, vôlei, basquete, natação e capoeira. Em 1994 viajou para Los Angeles, quando teve oportunidade de conhecer melhor o esporte, o que o levou a se dedicar apenas ao badminton.
Participou dos Jogos Pan-Americanos de 1999 em Winnipeg, 2003 em Santo Domingo e 2007 no Rio de Janeiro onde, ao lado de Guilherme Kumasaka, conquistou a medalha de bronze nas duplas masculinas,  a primeira da modalidade em jogos pan-americanos.